# Eulophia epiphanoides
Eulophia epiphanoides är en orkidéart som beskrevs av Rudolf Schlechter. Eulophia epiphanoides ingår i släktet Eulophia och familjen orkidéer. Inga underarter finns listade i Catalogue of Life.